# Argument téléologique

Image de la Galaxie

Ne doit pas être confondu avec Approche téléologique.
L'argument téléologique, ou argument du dessein divin, est l'argument sur l'existence de Dieu qui se base sur des preuves perceptibles d'ordre, d'intention, de conception ou de direction - ou d'une combinaison de ceux-ci - dans la nature. Il s'appuie sur l'aspect complexe du monde qui semble avoir été conçu, et serait donc l'objectif ou le but d'un être intelligent.
Cet argument a été remis au goût du jour par les créationnistes américains, sous la forme du mouvement du Dessein intelligent.

## L'argument
Bien qu'il existe diverses variantes, l'argument peut être énoncé comme suit :
1. Une réalité X est trop complexe, trop ordonnée, trop ajustée, trop apparemment réfléchie ou belle pour être apparue par hasard ou par accident. Elle n'est pas seulement poussée par des causes mécaniques dans son passé, mais aussi tirée par une cause finale dans son avenir : un plan, un projet, une idée, une intention, une volonté.
2. Par conséquent, X doit avoir été créée par un être doué, intelligent, sage ou réfléchi.
3. Par conséquent, il existe un créateur, doué, intelligent, sage ou réfléchi, que nous appellerons Dieu par définition.
4. Conclusion : Dieu existe.